# Her Wedding Ring
Her Wedding Ring è un cortometraggio muto del 1911 scritto e diretto da Bannister Merwin. Prodotto dalla Edison e distribuito dalla General Film Company, il film aveva come interpreti William West, Alice Weeks, Charles Ogle e Harol M. Shaw.

## Produzione
Il film fu prodotto dalla Edison Company.

## Distribuzione
Distribuito dalla General Film Company, il film - un cortometraggio in una bobina - uscì nelle sale cinematografiche statunitensi il 14 ottobre 1911.